# Aðaldalur (Tal)

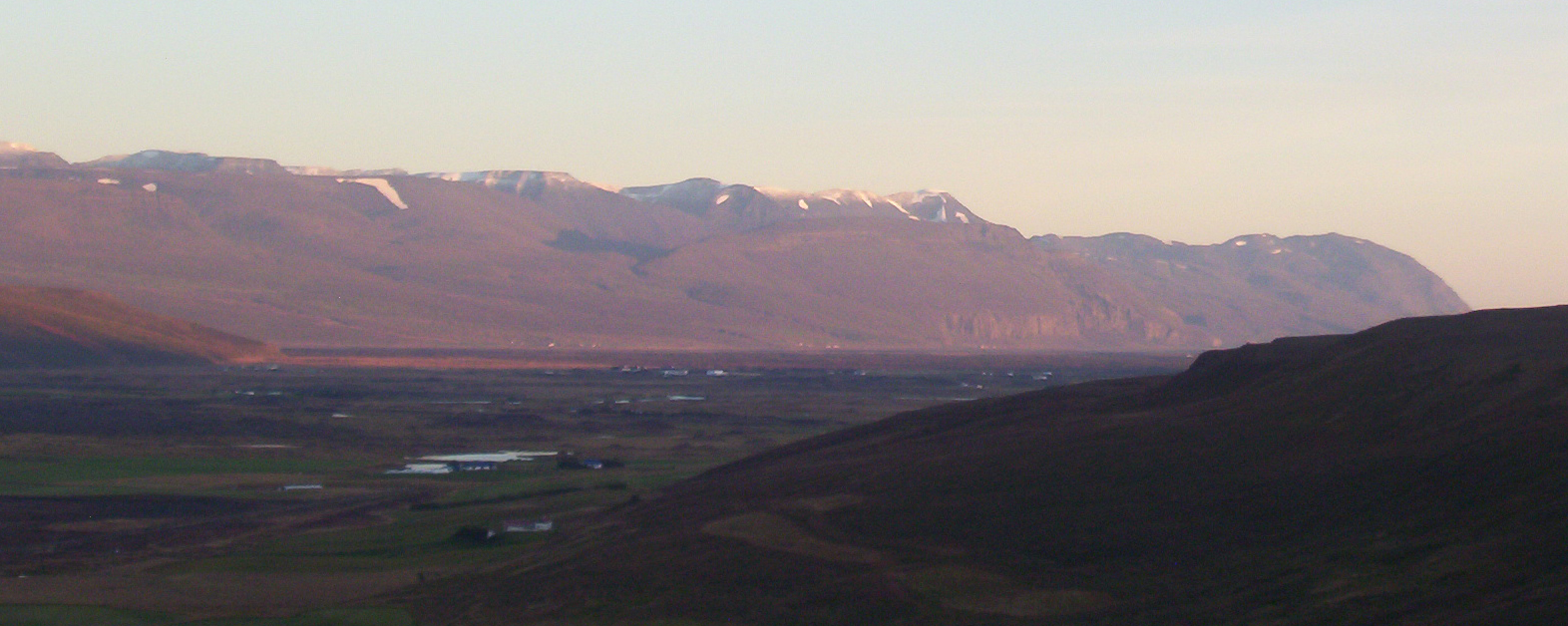
Aðaldalur, im Hintergrund die Kinnarfjöll-Berge

Aðaldalur heißt ein Tal in der Gemeinde Þingeyjarsveit im Norden Islands. 
Es liegt westlich des Flusses Laxá und östlich des Skjálfandafljót. Es reicht im Norden bis an die Skjálfandi-Bucht heran.
Der Norðausturvegur, die Straße 85, führt durch dieses Gebiet.
Koordinaten: 65° 56′ 14″ N, 17° 28′ 28″ W